# HTML
Hyper Text Markup Language (slovensko: jezik za označevanje nadbesedila, kratica HTML) je označevalni jezik pri katerem se preko značk in atributov, izdelujejo spletne strani. Predstavlja osnovo spletnega dokumenta. Poleg prikaza dokumenta v spletnem brskalniku se z njim hkrati določi tudi zgradba in semantični pomen delov dokumenta.
Izdela se ga lahko v vsakem urejevalniku besedil (kot npr. beležnici idr.), saj je zapisan v obliki elementov HTML, ki so sestavljeni iz značk, zapisanih v špičastih oklepajih (npr. kot <p>) znotraj vsebine spletne strani. Značke HTML so običajno zapisane v parih, kot npr. <p> in </p>. Prva značka se imenuje tudi začetna značka, druga pa končna značka. Znotraj para značk lahko oblikovalec spletne strani vpiše poljubno besedilo in tudi druge značke (gnezdenje značk). Določene značke hkrati dovoljujejo vpisovanje vnaprej določenih atributov in se le te morajo držati pravilne HTML sintakse.